# Casa forta a Pinyeres
La casa forta a Pinyeres és un edifici de Batea (Terra Alta) declarat bé cultural d'interès nacional. L'origen de l'edifici podria ser del segle xiii o principis del XIV, quan els templers s'instal·len al lloc, potser aprofitant una construcció anterior.

## Descripció
És una casa de forma rectangular amb la teulada a dos vessants amb el carener paral·lel a la façana principal. L'edifici salva un desnivell del terreny, amb la qual cosa la façana posterior és més alta que la principal. En tot l'edifici hi ha molt poques obertures i algunes d'elles són espitlleres. La porta principal està en un cos que es va annexar posteriorment a l'edifici, com es pot veure pel canvi de parament, i és allindada. A la dreta d'aquest cos hi ha un forn. A l'interior es troba l'antiga porta d'entrada que és d'arc de mig punt adovellat i a sobre hi ha un relleu amb un arc conopial i una creu de Malta al centre. A l'interior de l'edifici, sota les escales d'accés al pis superior, hi ha un gran dipòsit de planta circular fet tot de carreus. El parament és de carreus que estan més ben escairats a la part baixa de la casa que a la part alta.